# Cymopterus deserticola
Cymopterus deserticola là một loài thực vật có hoa trong họ Hoa tán. Loài này được Brandegee mô tả khoa học đầu tiên năm 1915.